# Cussac (Dordogne)
Pour les articles homonymes, voir Cussac.
Située dans le sud du département de la Dordogne, Cussac est une ancienne commune française qui a existé jusqu'en 1960. Depuis, elle est intégrée à la commune du Buisson-de-Cadouin.

## Histoire
Connue d'abord sous le nom de « Cussat », Cussac est une commune française créée à la Révolution.
Le 13 août 1960, elle fusionne avec celle du Buisson qui prend alors le nom de Le Buisson-Cussac. 
Le 1er janvier 1974, les communes de Cadouin, Paleyrac et Urval entrent en fusion-association avec celle du Buisson-Cussac qui devient alors Le Buisson-de-Cadouin.

## Toponymie
L'église du lieu, qui dépendait de Trémolat, est mentionnée en 1142 sous la forme latine S. Petrus de Cutiaco.

## Politique et administration

### Rattachements administratifs
Dès 1790, la commune de Cussac est rattachée au canton de Cadouin qui dépend du district de Belvès jusqu'en 1795, date de suppression des districts. En 1801, le canton est rattaché à l'arrondissement de Bergerac.

## Démographie
| 1793 | 1800 | 1806 | 1821 | 1831 | 1836 | 1841 | 1846 | 1851 |
| ---- | ---- | ---- | ---- | ---- | ---- | ---- | ---- | ---- |
| 422  | 316  | 430  | 504  | 425  | 408  | 432  | 463  | 504  |

| 1856 | 1861 | 1866 | 1872 | 1876 | 1881 | 1886 | 1891 | 1896 |
| ---- | ---- | ---- | ---- | ---- | ---- | ---- | ---- | ---- |
| 499  | 462  | 420  | 368  | 354  | 320  | 341  | 315  | 292  |

| 1901 | 1906 | 1911 | 1921 | 1926 | 1931 | 1936 | 1946 | 1954 |
| ---- | ---- | ---- | ---- | ---- | ---- | ---- | ---- | ---- |
| 284  | 258  | 242  | 193  | 188  | 192  | 187  | 166  | 175  |

## Lieux et monuments
- L'église Saint-Pierre-ès-Liens[3]. Le clocher menaçant de s'effondrer, une stabilisation et une réfection y ont été effectuées fin 2017[4].

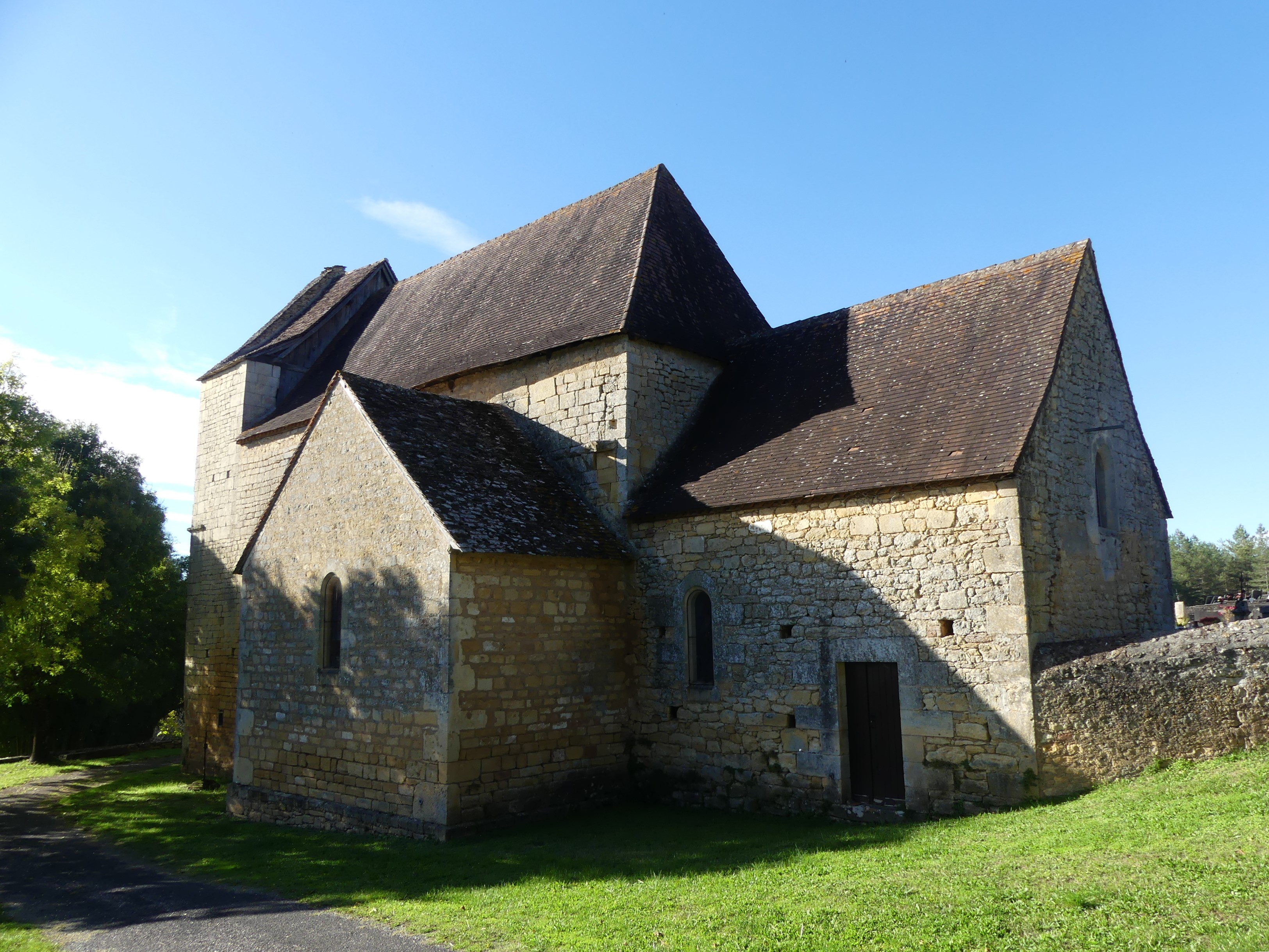
La façade sud de l'église Saint-Pierre-ès-Liens.
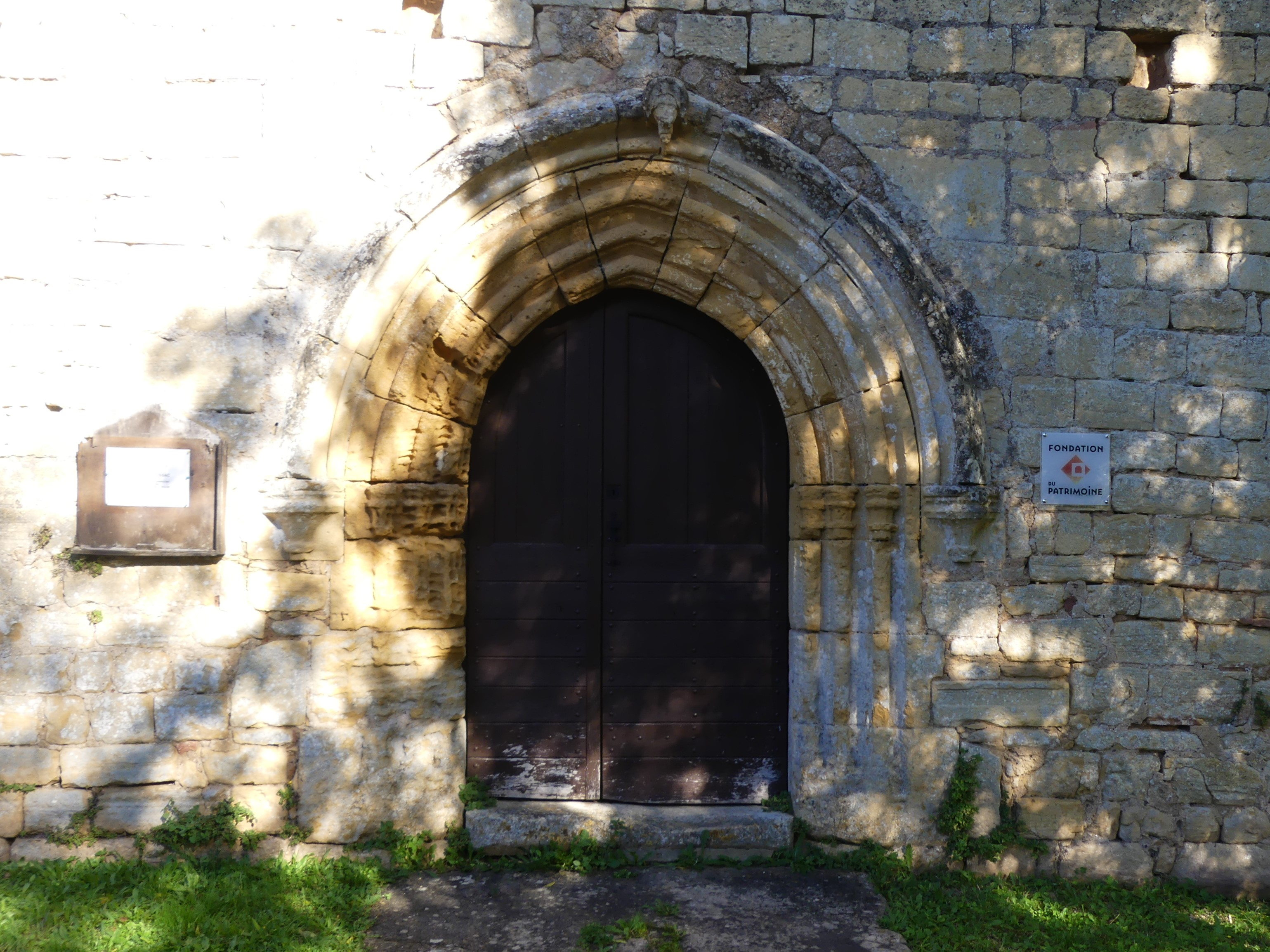
Son portail.
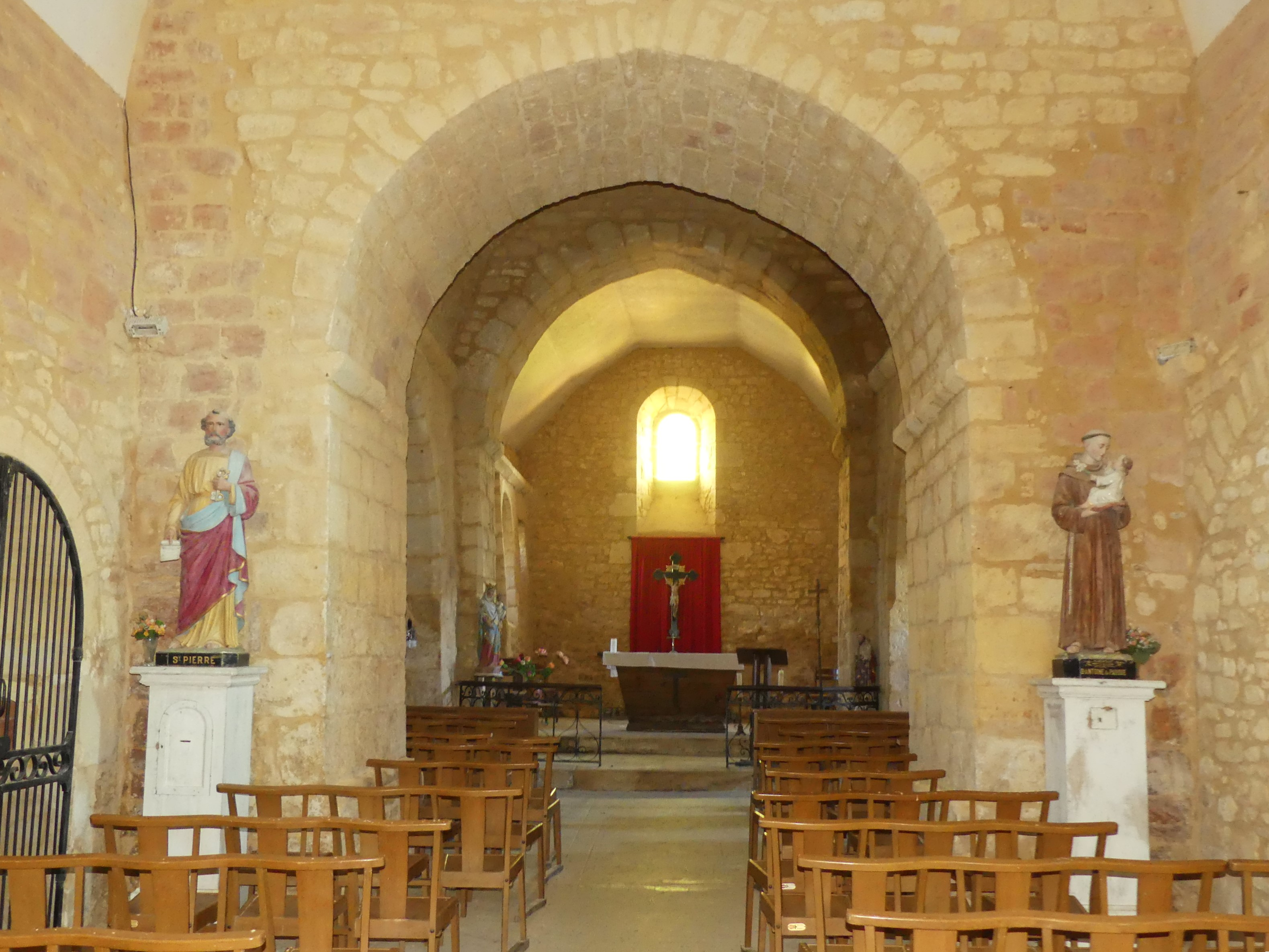
sa nef.
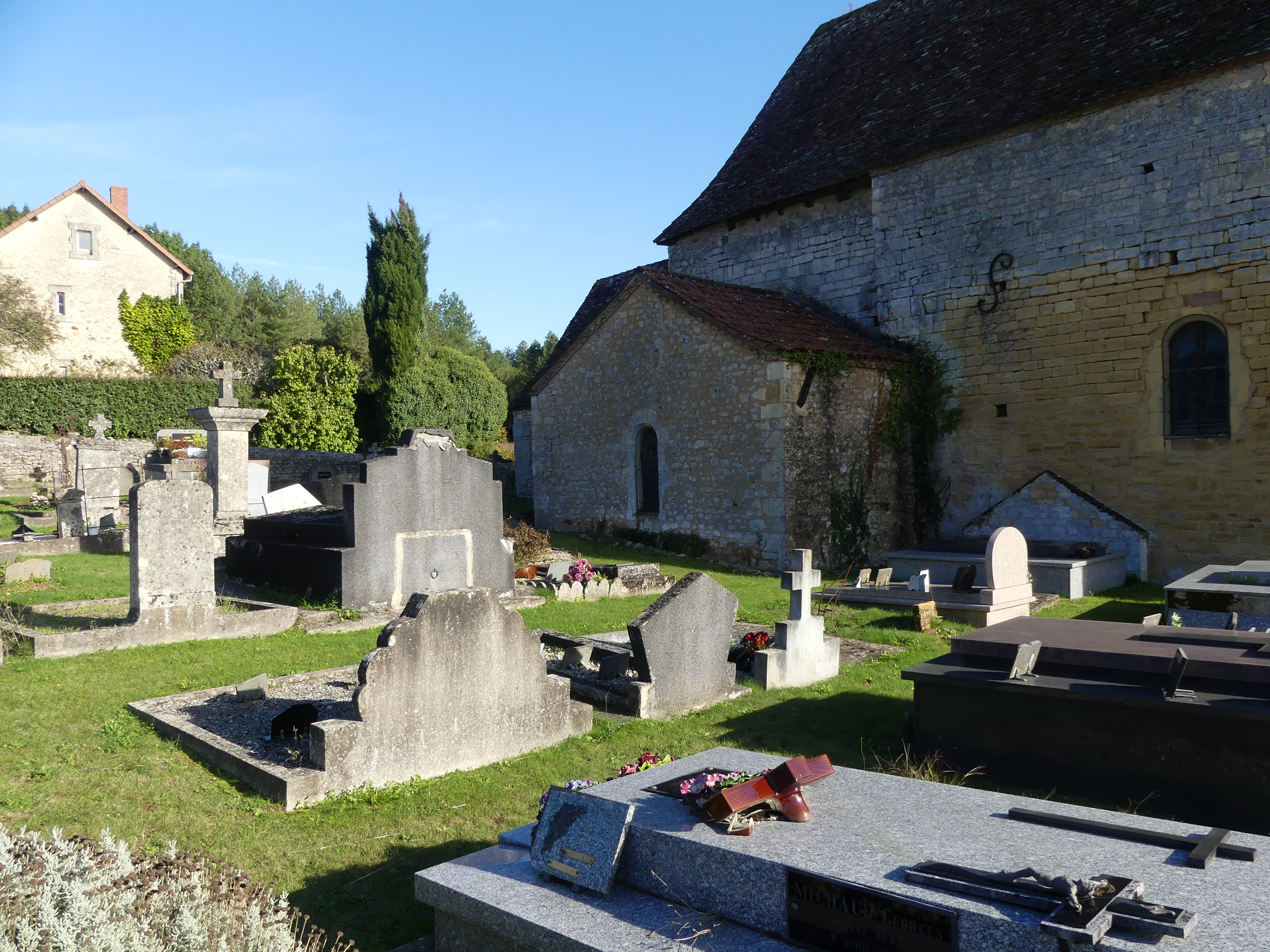
Le cimetière attenant à l'église.
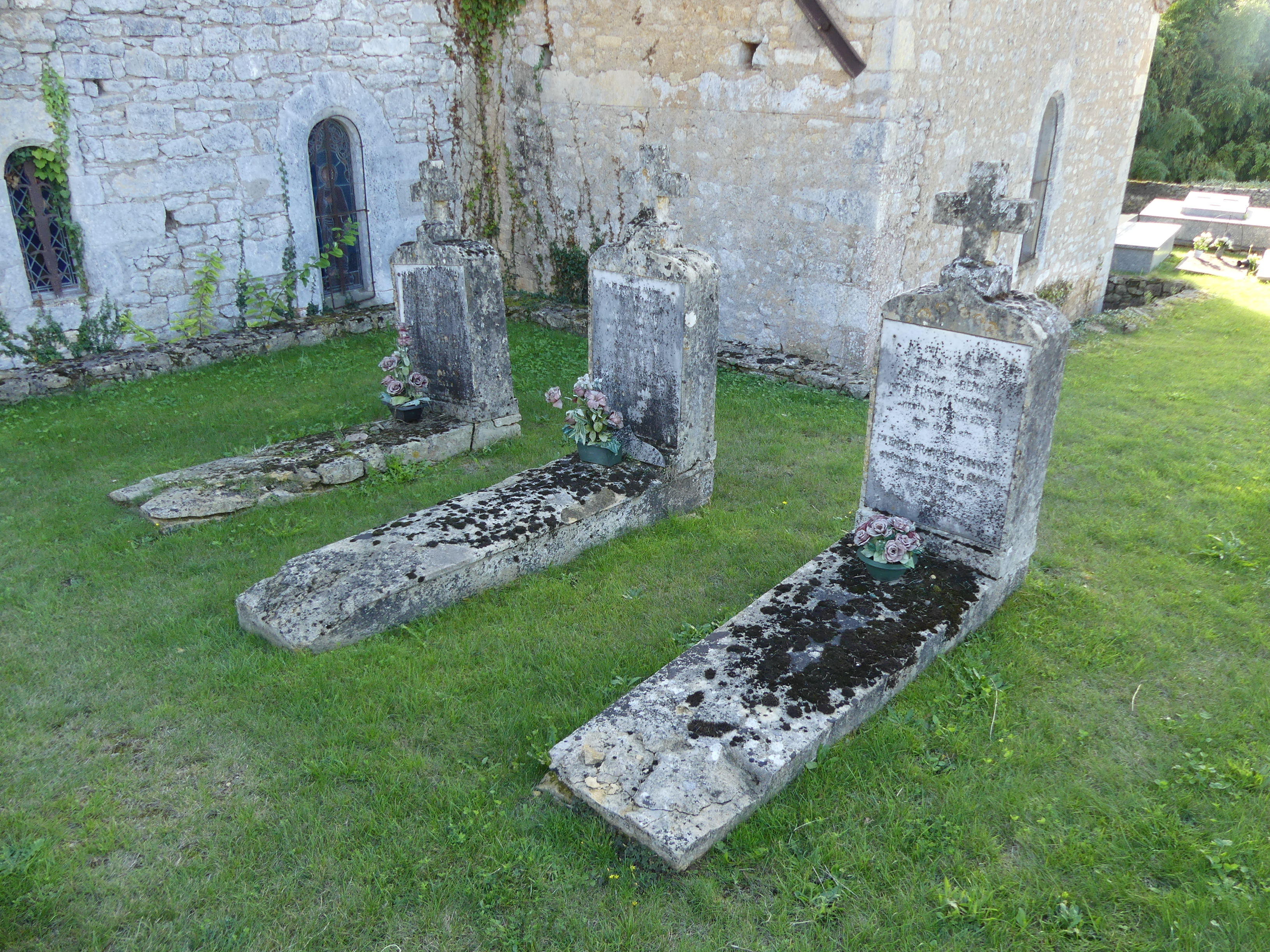
Vieilles tombes du cimetière.